# Distretto di Angor
Il distretto di Angor è uno dei 14 distretti della Regione di Surxondaryo, in Uzbekistan. Si trova nella parte meridionale della regione, a nord di Termiz. Il capoluogo è Angor.